# Белогорский район (Амурская область)
Белого́рский райо́н — упразднённые административно-территориальная единица (район) и муниципальное образование (муниципальный район) в Амурской области России.
В июне 2020 года преобразован в муниципальный округ Законом Амурской области № 531-ОЗ от 22 мая 2020 года, в 2021 году Белогорский муниципальный округ утверждён как административно-территориальная единица.
Административный центр — город Белогорск, который не входит в состав округа.

## География
Округ расположен на западе Зейско-Буреинской равнины, граничит на севере с Серышевским, на востоке и юго-востоке с Ромненским, на юге с Ивановским, на западе, по реке Зее  с Благовещенским районами.
Рельеф
С запада на восток расположена широкая выровненная пойма реки Зеи, слабоволнистая террасовая равнина и крупнохолмистая аккумулятивная озёрно-аллювиальная равнина. Реки: Зея на западе и её левые притоки Томь на севере и Белая на юге.
Полезные ископаемые
Месторождения глин, суглинков и песков.

## История
Район образован 4 января 1926 года как Александровский район в составе Амурского округа Дальневосточного края. 30 июля 1930 Амурский округ, как и большинство остальных округов СССР, был упразднён, его районы отошли в прямое подчинение Дальневосточному краю. 20 октября 1932 года решением ВЦИК и СНК РСФСР о новом территориальном делении и районировании края район был включён в состав созданной Амурской области.
13 мая 1935 года постановлением Президиума Дальневосточного краевого исполнительного комитета Александровский район был переименован в Куйбышевский район.
26 мая 1941 года часть территории Куйбышевского района была передана в новый Советский район.
Указом Президиума Верховного Совета РСФСР 15 ноября 1957 года Куйбышевский район был переименован в Белогорский район.
С 19 января 2005 года в соответствии с Законом Амурской области № 419-ОЗ на территории района образованы 15 муниципальных образований (сельских поселений).

## Население
| 1959    | 1970    | 1979    | 1989    | 1990    | 1995    | 2000    |
| ------- | ------- | ------- | ------- | ------- | ------- | ------- |
| 20 995  | ↗25 004 | ↗26 795 | ↗28 648 | ↗29 292 | ↘27 885 | ↘25 219 |
| 2001    | 2002    | 2003    | 2004    | 2009    | 2010    | 2011    |
| ↘24 500 | ↘23 848 | ↘23 700 | ↘23 500 | ↘22 811 | ↘20 052 | ↘19 932 |
| 2012    | 2013    | 2014    | 2015    | 2016    | 2017    | 2018    |
| ↘19 361 | ↘19 014 | ↘18 673 | ↘18 362 | ↘18 097 | ↘17 935 | ↘17 647 |
| 2018    | 2019    | 2020    | 2021    | 2023    |         |         |
| →17 647 | ↘17 473 | ↘17 179 | ↗17 831 | ↘17 256 |         |         |

## Муниципально-территориальное устройство
В Белогорский район входили 13 муниципальных образований со статусом сельских поселений:
| №  | Сельское поселение         | Административный центр | Количество населённых пунктов | Население (чел.) | Площадь (км²) |
| -- | -------------------------- | ---------------------- | ----------------------------- | ---------------- | ------------- |
| 1  | Белоцерковский сельсовет   | село Белоцерковка      | 1                             | ↘249             | 163,04        |
| 2  | Васильевский сельсовет     | село Васильевка        | 4                             | ↗2746            | 225,53        |
| 3  | Великокнязевский сельсовет | село Великокнязевка    | 3                             | ↘968             | 235,62        |
| 4  | Возжаевский сельсовет      | село Возжаевка         | 3                             | ↘6076            | 68,03         |
| 5  | Кустанаевский сельсовет    | село Кустанаевка       | 4                             | ↘599             | 145,35        |
| 6  | Лохвицкий сельсовет        | село Лохвицы           | 2                             | ↘700             | 147,32        |
| 7  | Некрасовский сельсовет     | село Некрасовка        | 4                             | ↘536             | 259,95        |
| 8  | Никольский сельсовет       | село Никольское        | 3                             | ↘1850            | 187,78        |
| 9  | Новинский сельсовет        | село Новое             | 3                             | ↘460             | 233,51        |
| 10 | Озерянский сельсовет       | село Заречное          | 3                             | ↘545             | 223,78        |
| 11 | Пригородный сельсовет      | село Пригородное       | 2                             | ↘654             | 133,48        |
| 12 | Светиловский сельсовет     | село Светиловка        | 1                             | ↘413             | 119,91        |
| 13 | Томичевский сельсовет      | село Томичи            | 3                             | ↘1851            | 119,45        |

Законом Амурской области от 6 мая 2014 года № 355-ОЗ Амурский сельсовет был упразднён и слит с Возжаевским сельсоветом.
Законом Амурской области от 6 мая 2014 года № 356-ОЗ Успеновский сельсовет был упразднён и слит с Томичевским сельсоветом.

### Населённые пункты
В Белогорском муниципальном округе 36 населённых пунктов.
| №  | Населённый пункт | Тип  | Население | Муниципальное образование  |
| -- | ---------------- | ---- | --------- | -------------------------- |
| 1  | Амурское         | село | ↘946      | Возжаевский сельсовет      |
| 2  | Белоцерковка     | село | ↘249      | Белоцерковский сельсовет   |
| 3  | Васильевка       | село | ↗2279     | Васильевский сельсовет     |
| 4  | Великокнязевка   | село | ↘755      | Великокнязевский сельсовет |
| 5  | Возжаевка        | село | ↗5551     | Возжаевский сельсовет      |
| 6  | Дубровка         | село | ↘62       | Возжаевский сельсовет      |
| 7  | Заречное         | село | ↘393      | Озерянский сельсовет       |
| 8  | Захарьевка       | село | →20       | Некрасовский сельсовет     |
| 9  | Камышевка        | село | ↗60       | Кустанаевский сельсовет    |
| 10 | Киселеозёрка     | село | ↘217      | Никольский сельсовет       |
| 11 | Ключи            | село | ↘184      | Никольский сельсовет       |
| 12 | Комиссаровка     | село | ↘94       | Великокнязевский сельсовет |
| 13 | Круглое          | село | ↘69       | Васильевский сельсовет     |
| 14 | Кустанаевка      | село | ↘398      | Кустанаевский сельсовет    |
| 15 | Лозовое          | село | ↘2        | Кустанаевский сельсовет    |
| 16 | Лохвицы          | село | ↘589      | Лохвицкий сельсовет        |
| 17 | Луговое          | село | ↗41       | Новинский сельсовет        |
| 18 | Лукьяновка       | село | ↗139      | Кустанаевский сельсовет    |
| 19 | Междугранка      | село | ↗345      | Васильевский сельсовет     |
| 20 | Мирное           | село | ↗227      | Пригородный сельсовет      |
| 21 | Мостовое         | село | →14       | Новинский сельсовет        |
| 22 | Некрасовка       | село | ↘432      | Некрасовский сельсовет     |
| 23 | Никольское       | село | ↗1549     | Никольский сельсовет       |
| 24 | Новоандреевка    | село | ↘119      | Великокнязевский сельсовет |
| 25 | Новое            | село | ↘405      | Новинский сельсовет        |
| 26 | Новоназаровка    | село | ↘40       | Некрасовский сельсовет     |
| 27 | Новоселитьба     | село | ↗44       | Некрасовский сельсовет     |
| 28 | Озеряне          | село | ↘105      | Озерянский сельсовет       |
| 29 | Павловка         | село | ↘202      | Васильевский сельсовет     |
| 30 | Поляное          | село | ↘113      | Томичевский сельсовет      |
| 31 | Пригородное      | село | ↘427      | Пригородный сельсовет      |
| 32 | Савельевка       | село | →111      | Лохвицкий сельсовет        |
| 33 | Светиловка       | село | ↘413      | Светиловский сельсовет     |
| 34 | Томичи           | село | ↘1419     | Томичевский сельсовет      |
| 35 | Успеновка        | село | ↘319      | Томичевский сельсовет      |
| 36 | Чернетчено       | село | ↗47       | Озерянский сельсовет       |

Упразднённые населённые пункты:
- 1979 год — станция Тола
- 1980 год — села Подгорное и Свиридовка, станция Низина
- 1988 год — село Березники
- 1992 год — станция Итикут
- 2001 год — разъезд 35 км

## Транспорт
Через район проходит Транссибирская железнодорожная магистраль, образующая узел в городе Белогорске с железнодорожной веткой Белогорск — Благовещенск, и федеральная автодорога Р-297 «Амур», Развита сеть автодорог, все сёла охвачены автобусным сообщением.